# Î
Î (gemenform: î) är den latinska bokstaven I med en cirkumflex accent över. Î är en bokstav i de rumänska, kurdiska och friuliska alfabetena. Î används även i franska, afrikaans, italienska och turkiska trots att den inte är en del av deras alfabeten. På 1950-talet ersattes Î av Ï i det sydsamiska alfabetet och uttalades [ɨ] (Sluten central orundad vokal).  

## Rumänska
Î är den tolfte bokstaven i det rumänska alfabetet och uttalas [ɨ]. En annan rumänsk bokstav med samma ljudvärde är Â.

## Kurdiska
Î är den tolfte bokstaven i det kurdiska kurmanji alfabetet och uttalas [i:] (ett långt i-ljud).

## Friuliska
Liksom i kurdiska uttalas den friuliska bokstaven Î [i:].